# Strumigenys uichancoi
Strumigenys uichancoi  (лат.) — вид мелких земляных муравьёв из подсемейства мирмицины (Myrmicinae).Юго-Восточная Азия: Филиппины.
Мелкие муравьи (около 2 мм) с сердцевидной головой, расширенной кзади. Головной дорзум без отстоящими волосками у затылочного края. Обладают длинными жвалами с двумя апикальными шиповидными зубцами и одним преапикальным. Основная окраска тела желтовато-коричневая. Усики 6-члениковые. Заднегрудка угловатая.
Метаплеврон и бока проподеума гладкие. Сходен с представителями видового комплекса S. rofocala-complex. Отличается от близкого вида Strumigenys rofocala отсутствием отстоящих волосков головного дорзума. Апикоскробальные волоски отсутствуют, или не отличаются от предшествующих волосков головы.
Стебелёк между грудкой и брюшком состоит из двух члеников: петиолюса и постпетиолюса (последний четко отделен от брюшка), жало развито, куколки голые (без кокона). Предположительно, как и другие виды рода, специализированные охотники на коллембол. Вид был впервые описан в 1957 году, а его видовой статус подтверждён в ходе родовой ревизии в 2000 году английским мирмекологом Барри Болтоном (Лондон, Великобритания).